# Primula forbesii
Primula forbesii är en viveväxtart. Primula forbesii ingår i släktet vivor, och familjen viveväxter.

## Underarter
Arten delas in i följande underarter:
- P. f. forbesii
- P. f. meiantha